# Комбінаційна логіка
В теорії цифрових пристроїв комбінаційною логікою (комбінаційною схемою) називають логіку функціонування пристроїв комбінаційного типу. У комбінаційних пристроїв стан виходу однозначно визначається набором вхідних сигналів. Це відрізняє комбінаційну логіку від секвенційної логіки, в рамках якої вихідне значення залежить не тільки від поточного вхідного впливу, але й від передісторії функціонування цифрового пристрою. Іншими словами, секвенційна логіка припускає наявність пам'яті, яку комбінаційна логіка не передбачає.

## Характеристика
Комбінаційна логіка використовується в обчислювальних схемах для формування вхідних сигналів і для підготовки даних, які підлягають збереженню. На практиці обчислювальні пристрої зазвичай поєднують комбінаційну та секвенційну логіку. Наприклад, Арифметико-логічний пристрій (АЛП) для математичних обчислень містить комбінаційні вузли.
Математику комбінаційної логіки забезпечує булева алгебра. Базовими операціями є: кон'юнкція {\displaystyle x\land y}, диз'юнкція {\displaystyle x\lor y} і заперечення (інверсія) {\displaystyle \lnot x} або {\displaystyle {\bar {x}}}. У комбінаційних схемах використовуються логічні елементи: кон'юнктор (І), диз'юнктор (АБО), інвертор (НЕ), а також похідні елементи: І-НЕ, АБО-НЕ і «Рівнозначність». Найбільш відомі комбінаційні пристрої — це суматор, напівсуматор, шифратор, дешифратор, мультиплексор і демультиплексор.

## Представницькі форми
Форми представлення логічних виразів засновані на поняттях «істина» (T — true) і «хибність» (F — false). У двійковому обчисленні — це відповідає значенням 1 і 0, якими кодуються пропозиціональні змінні. Вирази комбінаційної логіки можуть бути представлені у формі таблиці істинності, або у вигляді формули булевої алгебри. Нижче показаний приклад таблиці істинності для трьох змінних.
| {\displaystyle x} | {\displaystyle y} | {\displaystyle z} | Логічна формула                                            | Результат |
| ----------------- | ----------------- | ----------------- | ---------------------------------------------------------- | --------- |
| F                 | F                 | F                 | {\displaystyle {\bar {x}}\land {\bar {y}}\land {\bar {z}}} | T         |
| F                 | F                 | T                 | {\displaystyle {\bar {x}}\land {\bar {y}}\land z}          | T         |
| F                 | T                 | F                 | {\displaystyle {\bar {x}}\land y\land {\bar {z}}}          | Т         |
| F                 | T                 | T                 | {\displaystyle {\bar {x}}\land y\land z}                   | F         |
| T                 | F                 | F                 | {\displaystyle x\land {\bar {y}}\land {\bar {z}}}          | T         |
| T                 | F                 | T                 | {\displaystyle x\land {\bar {y}}\land z}                   | F         |
| T                 | T                 | F                 | {\displaystyle x\land y\land {\bar {z}}}                   | F         |
| T                 | T                 | T                 | {\displaystyle x\land y\land z}                            | T         |

Таблиця істинності служить основою для подання логічного виразу у вигляді алгебраїчної формули:
{\displaystyle x\land {\bar {y}}\land {\bar {z}}\lor x\land y\land z.}
На відміну від таблиці, логічна формула здатна перетворюватися за правилами булевої алгебри. Таким чином знаходиться скорочений вираз:
{\displaystyle x\land ({\bar {y}}\land {\bar {z}}\lor y\land z).}
З точки зору комбінаційної логіки представлені формули визначають одну і ту ж функцію. Різниця лише в тому, що скорочена формула дозволяє реалізувати відповідну комбінаційну схему в більш компактному вигляді.

## Мінімізація логічних формул
Мінімізація (спрощення) формул комбінаційної логіки здійснюється за такими правилами:
{\displaystyle (x\lor y)\land (x\lor z)=x\lor (y\land z),\quad (x\land y)\lor (x\land z)=x\land (y\lor z);}
{\displaystyle x\lor (x\land y)=x,\quad x\land (x\lor y)=x;}
{\displaystyle x\lor ({\bar {x}}\land y)=x\lor y,\quad x\land ({\bar {x}}\lor y)=x\land y;}
{\displaystyle (x\lor y)\land ({\bar {x}}\lor y)=y,\quad (x\land y)\lor ({\bar {x}}\land y)=y.}
Процедура мінімізації дозволяє спростити логічну функцію і, тим самим, домогтися більш компактною реалізації комбінаційних схем.